# Hermotimos von Pedasa
Hermotimos (altgriechisch Ἑρμότιμος) aus Pedasa in Karien wurde als Knabe zum Kriegsgefangenen, möglicherweise in der Zeit des ionischen Aufstands. Ein Sklavenhändler namens Panionios von Chios kaufte ihn und ließ ihn kastrieren, denn er war darauf spezialisiert, aus hübschen Sklaven Eunuchen zu machen und sie dann in Ephesos oder Sardis in den Osten zu verkaufen, wo Eunuchen als besonders vertrauenswürdig galten. Hermotimos gelangte an den persischen Hof und wurde dort mit der Zeit zum Obereunuchen und engen Vertrauten von Xerxes I.
Als Xerxes nun bei dem Feldzug von 480 v. Chr. sich in Ionien aufhielt, begab Hermotimos sich in das Gebiet von Chios und machte dort den Panionios ausfindig. Er sprach ihn an, sehr huldvoll, erzählte dem Sklavenhändler, was für eine bedeutende Stellung am persischen Hof er dessen Eingriff zu verdanken habe und wie verpflichtet er ihm dadurch sei. Zum Zeichen dieser Dankbarkeit wolle er ihn mit Wohltaten überschütten, ihn und seine Familie, sobald sie zu ihm gezogen seien. 
Der Sklavenhändler ging darauf ein und zog mit seinem Weib und seinen vier Söhnen bei Hermotimos ein. Sobald dieser den Panionios samt Haushalt sicher in seiner Hand hatte, klagte er den Sklavenhändler und Knabenverschneider heftig wegen des von ihm begangenen Frevels an, zwang ihn dann, seine Söhne mit eigener Hand zu kastrieren, und zwang die Söhne anschließend, an ihrem Vater das Gleiche zu tun.
Die Geschichte wird von Herodot in den Historien berichtet als Beispiel der ausgiebigsten Rache für ein erlittenes Unrecht.
Athenaios bezeugt in den Deipnosophistai (6,266e) ihre Bekanntheit.
Nach der für die Perser mit einer Niederlage endenden Schlacht von Salamis wurde Hermotimos beauftragt, die Söhne von Xerxes nach Ephesos zurückzugeleiten. Danach verschwindet er aus der Überlieferung.